# Région autonome (république populaire de Chine)
Cette page contient des caractères spéciaux ou non latins. S’ils s’affichent mal (▯, ?, etc.), consultez la page d’aide Unicode.
Pour les articles homonymes, voir Région autonome.

Les régions autonomes représentent environ 45 % de la superficie de la république populaire de Chine.

En république populaire de Chine, les régions autonomes (en chinois simplifié : 自治区 ; chinois traditionnel : 自治區 ; pinyin : zīzhìqū) sont des divisions territoriales de niveau provincial dans lesquelles une part importante, mais pas forcément majoritaire, de la population appartient à des minorités ethniques et qui jouissent officiellement d'une bien plus grande autonomie que les provinces ordinaires.
Inspirées des théories et des pratiques soviétiques, elles ont été établies par le gouvernement communiste à partir de 1947. La constitution actuelle leur donne théoriquement une certaine indépendance financière, économique et administrative. Le président de la région doit appartenir à la nationalité exerçant l'autonomie régionale ou à une des nationalités parmi celles reconnues dans l'exercice de l'autonomie régionale.
Les régions autonomes sont au nombre de cinq : le Guangxi, la Mongolie-Intérieure, la région autonome du Níngxià, la région autonome ouïghoure du Xinjiang et la région autonome du Tibet.

## Appellation
Les noms officiels de ces régions sont formés par lieu + minorité + 自治区 ce qui équivaut en français à « Région autonome + minorité + de + lieu ».
Par exemple, l'appellation stricte de Guangxi est : Région autonome zhuang de Guangxi (广西壮族自治区, Guǎngxī Zhuàngzú zìzhìqū).
Les régions autonomes mongole et tibétaine, comme la Région autonome [tibétaine] du Tibet, tronquent le nom de la minorité ethnique afin d'éviter une répétition inutile.
Les préfectures, districts et bannières autonomes forment leurs noms respectifs de la même façon, en changeant le statut.

## Liste

Divisions administratives et disputes territoriales. les régions autonomes sont en jaune

Les cinq régions autonomes de la république populaire de Chine : 
| Noms | Carte   | Nationalité         | Langue(s)                  | Abréviation | Capitale | Superficie    | Population      |
| --- | ------- | ------------------- | -------------------------- | ----------- | -------- | ------------- | --------------- |
| Région autonome zhuang de Guangxi Gvangjsih Bouxcuengh Swcigih 广西壮族自治区 Guǎngxī Zhuàngzú Zìzhìqū                                        | Guangxi | Zhuang (Bouxcuengh) | zhuang (Vahcuengh, Cuengh) | 桂 Guì      | Nanning  | 236 700 km2   | 48 890 000 hab. |
| Région autonome de Mongolie-Intérieure Öbür Mongghul-un Öbertegen Jasaqu Orun 内蒙古自治区 Nèiměnggǔ Zìzhìqū                                  | Guangxi | Mongol              | mongol                     | 蒙 Měng     | Hohhot   | 1 183 000 km2 | 23 840 000 hab. |
| Région autonome hui du Níngxià 宁夏回族自治区 Níngxià Húizú Zìzhìqū                                                                           | Guangxi | Hui                 | Doungane, chinois          | 宁 Níng     | Yinchuan | 66 000 km2    | 5 880 000 hab.  |
| Région autonome ouïghoure de Xinjiang شىنجاڭ ئۇيغۇر ئاپتونوم رايونى Shinjang Uyghur Aptonom Rayoni 新疆维吾尔自治区 Xīnjiāng Wéiwú'ěr Zìzhìqū | Guangxi | Ouïghour            | Ouïghour                   | 新 Xīn      | Ürümqi   | 1 660 000 km2 | 19 630 000 hab. |
| Région autonome du Tibet བོད་རང་སྐྱོང་ལྗོངས Bod.raṅ.skyoṅ.ljoṅs 西藏自治区 Xīzàng Zìzhìqū                                                           | Guangxi | Tibétain            | Tibétain (བོད)              | 藏 Zàng     | Lhassa   | 1 228 400 km2 | 2 740 000 hab.. |